# Méreau
Méreau là một xã thuộc tỉnh Cher trong vùng Centre-Val de Loire miền trung Pháp.

## Dân số
| 1962                                | 1968 | 1975 | 1982 | 1990 | 1999 | 2008 |
| ----------------------------------- | ---- | ---- | ---- | ---- | ---- | ---- |
| 857                                 | 979  | 1352 | 1756 | 1989 | 2002 | 2216 |
| Từ năm 1962 Dân số không tính trùng |      |      |      |      |      |      |